# Rosa ljus
Rosa ljus är en låt av det svenska punkrock-bandet Noice. Låten kom med på albumet Det ljuva livet som den åttonde låten. Låtens text skrevs av Thomas Eriksson och musiken skrevs av basisten Peo Thyrén och keyboardisten Freddie Hansson.
En liveversion av "Rosa ljus" finns med på albumet Live på Ritz, släppt 1982. Låten finns också med på samlingsalbumen Flashback Number 12, Svenska popfavoriter och 17 klassiker.

## Musiker
- Hasse Carlsson – sång, gitarr
- Peo Thyrén – elbas
- Freddie Hansson – klaviatur
- Fredrik von Gerber – trummor